# Bernard de Casnac
 (juin 2010).
Si vous disposez d'ouvrages ou d'articles de référence ou si vous connaissez des sites web de qualité traitant du thème abordé ici, merci de compléter l'article en donnant les références utiles à sa vérifiabilité et en les liant à la section « Notes et références ».
Bernard de Casnac (Cosnac ou Cazenac) était seigneur de Castelnaud au début du XIIIe siècle. Il possédait aussi les châteaux de Domme, Aillac et Monfort.

## Biographie
Il se marie avec Alix de Turenne, une des « trois dames de Turenne », sœur du vicomte de Turenne Raymond III, égérie des troubadours de l’époque.  
Après avoir pris sans effort et détruit Domme puis Montfort, Simon de Montfort, à la tête de la croisade contre les Albigeois se présente devant Castelnaud en 1214. Il décide de garder cette place forte et y installe une garnison afin de pouvoir contenir les révoltes éventuelles. 
L’année suivante Bernard de Casnac reprend le château. Il surprend le gouverneur et fait pendre toute la garnison. Selon l'Histoire Albigeoise de Pierre Des Vaux de Cernay, Bernard de Casnac ne fait pendre que le chevalier commandant la garnison :
"Bernard de Casnac, homme détestable et cruel, recouvra par trahison le château de Castelnau dans le diocèse de Périgueux qu'il avait possédé. Un chevalier du Nord, à qui le noble comte [Simon de Montfort] avait confié la garde de ce château, l'avait insuffisamment mis en état de défense, ou, pour mieux dire, l'avait laissé presque vide. A cette nouvelle, le comte vînt au château, l'assiégea, le prit rapidement et condamna à être pendu le chevalier qui s'y trouvait  »
Source : Histoire Albigeoise, Pierre des Vaux-de-Cernay, traduction de Pascal Guébin et Henri Maisonneuve, Paris, Vrin, 1951, p.215.
Maître des lieux, une nouvelle fois, il est chassé définitivement quelques mois plus tard par l’armée de l’archevêque de Bordeaux qui brûle le château primitif." Bernard de Casnac s'enfuit et participe à la défense de Toulouse lors du siège de 1218 où Simon de Montfort trouve la mort. en 1228, Raymond VII de Toulouse lui octroie Castelsarrasin où il assiste aux prêches des hérétiques. Source : Richard Bordes, Cathares et Vaudois en Périgord, Quercy et Agenais L'Hydre éditions, 2005.

Les fiefs de Montfort et d'Aillac ont été donnés au vicomte de Turenne Raymond III. Ces fiefs ont été vendus en 1664 au duc de Roquelaure. Le château de Montfort a été ensuite reconstruit par le vicomte de Turenne. Le fief de Castelnaud est rendu à Aymeric de Castelnaud par le comte de Toulouse Raymond VII vers 1238. Il est passé aux Caumont par mariage en 1368,.